# Hermann Moedebeck
Hermann Moedebeck, född 1857, död 1910, var en tysk militär och flygtekniker.
Moedebeck, som uppnådde överstelöjtnants grad, skrev flera grundläggande arbeten i luftseglingskonsten och främjade denna på många sätt. Bland annat stiftade han "Luftflottenverein" i Berlin och uppsatte 1898 tidskriften "Illustrierte aeronautische Mitteilungen" (från 1910 kallad "Deutsche Zeitschrift für Luftschiffart").